# Боярська лісова дослідна станція
Боярська лісова дослідна станція» (Боярська ЛДС), повна назва Відокремлений підрозділ Національного університету біоресурсів і природокористування України «Боярська лісова дослідна станція», скорочена назва ВП НУБіП України «Боярська ЛДС». Є державним підприємством, яке має освітянські функції, займається відтворенням, охороною та захистом лісу, а також переробкою деревини.

## Сучасний стан
У структурі ЛДС є: 
- 2 лісництва,
- лісозаготівельний комплекс,
- деревообробний цех,
- автотранспортний парк,
- наукова частина.

Загальна площа лісових угідь станції становить 17 932 га. 
Головний офіс розташований за адресою: 08150 Київська обл., Фастівський район, м. Боярка, вул. Лісодослідна, 12.
Нині станцію очолює заслужений лісівник України, Відмінник лісового господарства, член-кореспондент ЛАНУ, доктор економічних наук Анатолій Карпук.

## Історія
Створена в 1966 згідно з наказом № 50 по УСГА від 12.02.1966 на базі Боярської ЛДС і Боярського навчально-дослідного лісгоспу.
В різні часи підприємство очолювали: Чернега О. Н., Студилін В. І., Головащенко В. П., Довгаль П. Д., Киричок Л. С., Рибак В. О.